# Fossar Nou de Tortosa
El Fossar Nou de Tortosa és un cementiri de Tortosa (Baix Ebre) inclòs a l'Inventari del Patrimoni Arquitectònic de Catalunya.

## Descripció
Té planta pentagonal irregular. Aquest recinte està situat més amunt de l'antic fossar de Tortosa (sempre dins del raval de la Llet), i s'hi accedeix per una petita carretera que s'inicia ja des del carrer Sant Jordi, al costat esquerre del carrer Barcelona (eix central dels ravals de Caputxins, de la Llet i de la Lloma). De fet és la mateixa carretera que puja pel lateral esquerra i part de darrere del fossar vell i que dona al mateix, per continuar ascendint per la petita muntanya fins a arribar al seu cim on trobem el dit fossar nou. Per l'entrada principal -oberta al mur que volta el recinte- dona a un primer braç irregular que, a la vegada, trencant el costat més petit del pentàgon que configura la seva planta, porta, travessant tota la superfície interior, al camí central del fossar. Aquest queda travessat, transversalment, per dos camins més que delimiten unes sis superfícies de terreny, on se situen les unitats dels nínxols, ubicats també als laterals, mentre que les escasses tombes monumentals i panteons apareixen només a la part davantera del conjunt, prop de l'entrada principal i de la capella.

## Història
Aquest fossar fou construït per a solucionar els problemes de manca d'espai originats al segon fossar públic tortosí -situat una mica més avall de la mateixa muntanya-. (cal recordar, que el primer fossar de Tortosa estava al barri del Rastre; vegeu fitxa del fossar vell de Tortosa). Aquest va començar funcionar ja des de principis del s. XX. Progressivament foren traslladades les sepultures del fossar vell al nou, fins a convertir-se, aquest, en l'únic fossar públic de Tortosa (encara avui el fossar vell resta obert per visitar les sepultures que no foren portades al nou).